# M14 (автоматична гвинтівка)
M14 (офіційно англ. United States Rifle, 7,62 mm, M14) — американська автоматична гвинтівка під набій 7,62×51 мм НАТО (.308 Winchester). До 1961 року вона замінила M1 Garand в армії США, і до 1965 року — в морській піхоті США. Перебувала на озброєнні збройних сил США в середині країни та за кордоном з 1959 року і до заміни гвинтівкою M16 в 1970 році. З середини 1960-тих і до початку 1970-тих вивчення M14 залишалось в навчальній програмі армії та морської піхоти США. Вдосконалені модифікації гвинтівки залишаються в обмежених кількостях на озброєнні підрозділів всіх гілок збройних сил США як спортивна та снайперська зброя. Також її використовують як церемоніальну зброю загонів почесної варти, тощо.

## Історія
Досвід бойових дій військ США у Другій світовій війні показав, що штатна гвинтівка M1 Garand, незважаючи на всі її переваги, потребує серйозної модернізації. Найбільші нарікання викликала система живлення гвинтівки M1 Garand з використанням пачок на 8 патронів, які не допускали дозарядки напівпорожнього магазина. Крім того, ця система мала певний недолік — викид порожньої пачки супроводжувався різким звуком, який міг попередити противника про те, що боєзапас гвинтівки витрачений. До того ж, газовий двигун з великою довжиною і масою рухомих частин викликав зниження купності бою.

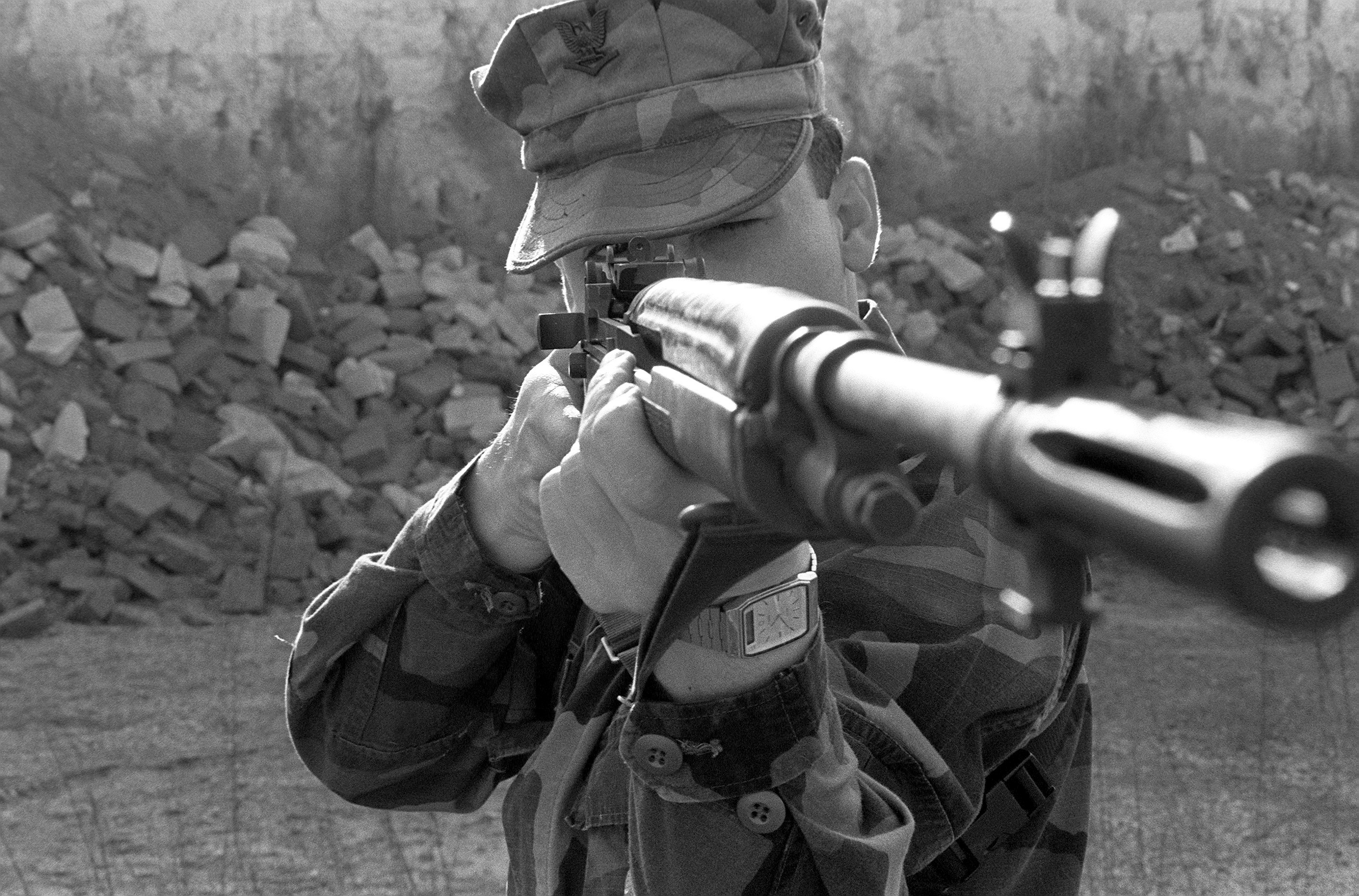
Морський піхотинець США з гвинтівкою M14

Досліди з удосконалення M1 Garand почалися ще в ході війни. У 1944 році американці створили прототип гвинтівки Т20, оснастивши М1 окремим магазином на 20 патронів від автоматичної гвинтівки Browning M1918, а також увівши можливість стрільби чергами. Після закінчення війни американці почали роботи зі створення нового патрона, який при менших габаритних розмірах зберіг би балістичні характеристики патрона 7,62×63 мм. Новий патрон — 7,62×51 мм, був створений до початку 1950-х років і прийнятий на озброєння армії США в 1952 році. У 1954 році він був стандартизований як штатний патрон НАТО. Під цей патрон був розроблений наступний прототип — Т37, який відрізнявся тим, що газовідвідна камера була перенесена трохи далі від дульного зрізу. Подальші розробки і випробування привели до створення прототипу Т44, відрізнявся від Т37 головним чином модифікованою системою газового двигуна, в якій схема з довгим ходом поршня була замінена схемою з коротким (близько 37 мм) ходом поршня.

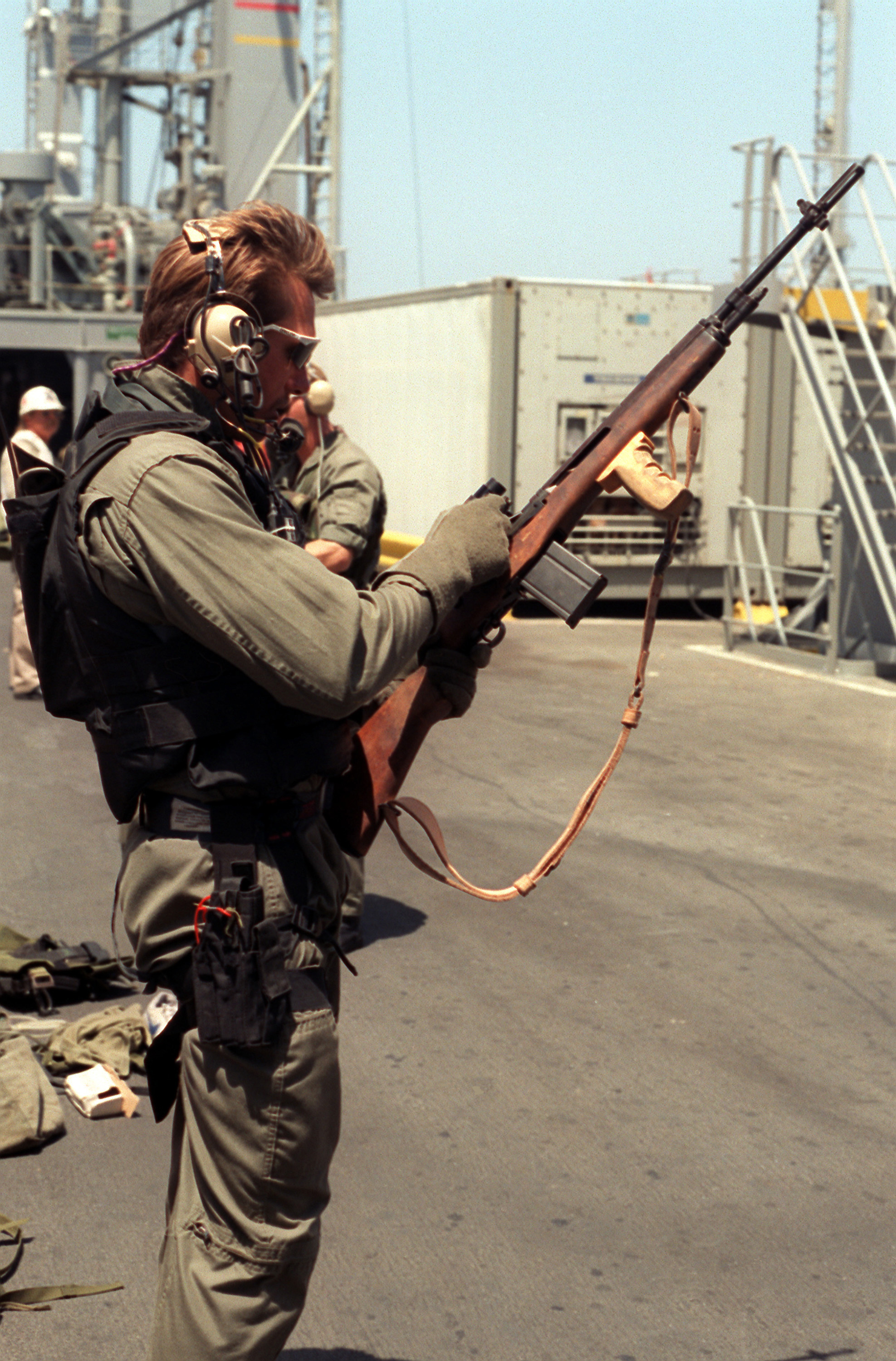
Американський морський котик з Mk.14 Mod.0

У цілому, гвинтівка М14 у момент своєї появи цілком задовольняла американських військових. Вона була досить легкою, мала велику ефективну дальність стрільби, високу точність і потужність боєприпасу. Однак M14 виявилася малопридатною до нових умов війни, що швидко виявили бойові дії США у В'єтнамі. М14 була занадто довгою для боїв в джунглях; велика маса кожного патрона знижувала боєзапас, який міг нести один боєць, до неприйнятного мінімуму; вести вогонь чергами з гвинтівки хоч якось прицільно було можливо лише з сошки або упору, та й то на невеликі відстані. Більшість гвинтівок видавалося солдатам із знятим перемикачем режимів вогню, оскільки в більшості випадків ведення вогню чергами була не більше ніж марною витратою набоїв. У результаті, Армії США довелося терміново приймати на озброєння новий зразок — Armalite AR-15/M16 під малокаліберний проміжний патрон 5,56×45 мм. Проте M14 була основною гвинтівкою в Корпусі морської піхоти аж до 1967 року, а надалі зберігалася на озброєнні у ВМС США і Національної гвардії. У середині 2003 року урядом США було прийнято рішення про розпродаж 300 тис. M-14 з армійських складів.

### Виробництво
Виробництво гвинтівок M14 було налагоджено на таких підприємствах:
- Спрингфілдський арсенал, Спрингфілд, Массачусетс;
- Olin Corporation, Іст-Олтон, Іллінойс;
- Winchester Repeating Arms Company, Нью-Гейвен, Коннектикут;
- Harrington & Richardson Corp., Вустер, Массачусетс;
- TRW Inc., Клівленд, Огайо.

## Конструкція
Гвинтівка М14 — автоматична зброя з магазинним живленням і газовим двигуном автоматики. Газовідвідний вузол закріплений під дулом, газовий поршень виконаний у вигляді склянки і має короткий робочий хід. При цьому гази всередину газового поршня подаються через отвір в стволі і отвір в стінці поршня, при цьому після відходу поршня назад на кілька міліметрів, подача газів всередину поршня перекривається автоматично, тим самим відсікаючи «зайві» гази і пом'якшуючи роботу автоматики. Газовий поршень своєї поворотної пружини не має. Він діє на розташовану під стволом затворну раму, яка довгим важелем пов'язана з поворотним затвором. Затвор по конструкції схожий з затвором М1 Garand, замикає ствол поворотом вправо на 2 бойових упора, що входять у вирізи ствольної коробки. Звичайний виступ затвора, що взаємодіє з рамою затвора, в М14 замінений роликом для зменшення зносу. Поворотна пружина розташована під стволом і діє на затворну раму.
Ударно-спусковий механізм — гачок, по типу M1 Garand, але з додаванням механізму, що допускає стрільбу чергами. Перемикач режимів вогню знаходиться на правій стороні ствольної коробки, над спусковим гачком. На лівій стороні ствольної коробки розташована затримка затвора, що зупиняє затвор у відкритому положенні після витрачення всіх патронів в магазині. Магазини коробчаті, відокремлені, дворядні, на 20 патронів. Спорядження магазинів може здійснюватися без від'єднання від зброї за допомогою стандартних обойм на 5 патронів, для чого на верхній частині ствольної коробки зроблені напрямні для обойм. Важіль запобіжника виконаний в передній частині спускової скоби. Прицільні пристосування — регульований діоптричний цілик на задній частині ствольної коробки і мушка на дуловій частині ствола.

## Варіанти
- M14A1 — модифікація 1963 року. Передбачалося використовувати M14 як легкий ручний кулемет, щоб замінити застарілу гвинтівку BAR М1918А2 (7,62x63 мм). Для цього до прикладу додали пістолетне руків'я, оснастили гвинтівку сошками, складним переднім руків'ям і знімним дульним гальмом-компенсатором.
- M14M (M14, Modified) — комерційний варіант. Самозарядна гвинтівка з можливістю стрільби тільки одиночними пострілами.
- M14 National Match — комерційний варіант. «Цільова» гвинтівка з покращеною обробкою каналу ствола і деталей ударно-спускового механізму
- M1A — комерційний самозарядний варіант виробництва «Springfield Armory» із стандартним дерев'яним ложем, прикладом і ствольною накладкою; комплектується магазинами на 5, 10 або 20 патронів[8].
  - M1A-A1 Scout — модифікація M1A, комерційний самозарядний варіант виробництва «Springfield Armory», із стандартним дерев'яним ложем і прикладом; новою ствольною накладкою, яка виготовлена з чорної пластмаси і скловолокна; кріпленням для оптичного прицілу, новим полум'ягасником і регульованими сошками[9].
  - M1A-A1 Bush — модифікація M1A, комерційний самозарядний варіант виробництва «Springfield Armory», з новим ложем, прикладом і ствольною накладкою, які виготовлені з чорної пластмаси і скловолокна[10].
  - M1A SOCOM 16 — модель 2004 року зі скороченим до 16 дюймів стволом і зміненою газовідвідною системою.
  - M1A SOCOM II — модель 2005 року, модифікація M1A SOCOM 16 з прицільною планкою Пікатінні.
- M14A і M14SA — комерційні самозарядні варіанти, виготовлені в 1984—1991 «Federal Ordnance» зі стандартних автоматичних M-14.
- M21 — снайперська марксманська гвинтівка, розроблена в 1960-ті роки на основі «цільової» гвинтівки M14 National Match.

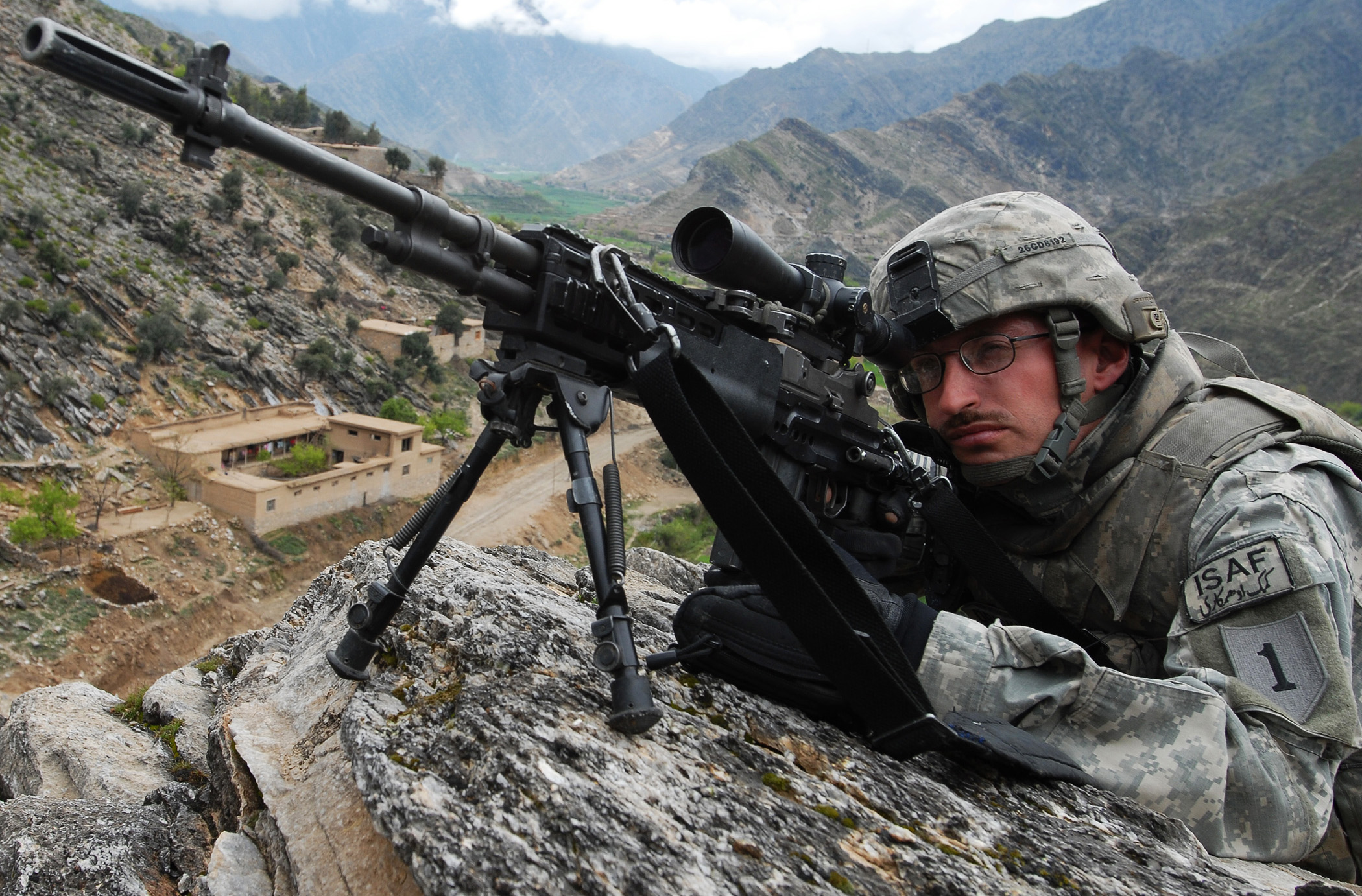
Солдат з Mk 14 Enhanced Battle Rifle, Афганістан

- M25 Sniper Weapon System — снайперська гвинтівка, розроблена на початку 1990-х років для спецпідрозділів армії і ВМС США
- United States Marine Corps Designated Marksman Rifle — снайперська гвинтівка 2001 роки для морської піхоти США з новою ложею і прикладом «McMillan Tactical M2A», оснащена планкою Пікатінні і сошкою «Harris S-L bipod».
- Mk 14 Mod 0 Enhanced Battle Rifle — снайперська гвинтівка 2004 року для сил спеціального призначення ВМС США, з новим ложем виробництва «Smith Enterprise Inc.», новим стволом, телескопічним регульованим прикладом, пістолетним руків'ям, сошками, планкою Пікатінні і зміненим полум'ягасником.
  - MK14 Mod 0 type SEI — комерційний самозарядний варіант Mk 14 Mod 0 виробництва «Smith Enterprise Inc.»
  - LDT M14 — комерційний варіант модернізації по типу Mk 14 Mod 0 EBR виробництва «LuxDefTech S.A.» (дерев'яна фурнітура замінена на нову пластмасову цівку, пістолетне руків'я і телескопічний приклад).
- SOCOM II M1A і SOCOM 16 — модернізовані варіанти 2005 року через більш легких матеріалів виробництва компанії «Springfield Armory, Inc.» з укороченим до 412,7 мм стволом, новим гальмом-компенсатором, цівкою «Cluster rail» (з планками типу «Weaver») і магазином на 10 патронів.
- M39 Enhanced Marksman Rifle — марксманська гвинтівка 2008 року для морської піхоти США з новим ложем і прикладом, оснащена планкою Пікатінні, оптичним прицілом M8541 Scout Sniper Day Scope і сошкою «Harris S-L bipod».
- Norinco M305 (Norinco M14S) — комерційний самозарядний варіант виробництва КНР.
- Täpsuspüss M14-TP — снайперська гвинтівка для естонської армії, оснащена важким стволом, сошкою, пластмасовим прикладом і оптичним прицілом змінного (2,5х — 10х) збільшення. Маса гвинтівки збільшилася до 5,8 кг.

## Оператори
- США:
  - Армія США: після переходу на штатну гвинтівку M16, M14 залишились лише як снайперські модифікації
  - Поліція США: снайперська модифікація використовується поліцейським спецназом
- Аргентина: використовувалась під час Фолклендської війни
- Венесуела: на озброєнні армії
- Гаїті: використовувалась під час державного перевороту 2004 року
- Ізраїль: на озброєнні армійських підрозділів гвинтівка знаходилась до 1990 року; крім того, у 1980-ті на базі M14 була розроблена снайперська гвинтівка Sardius M36 Sniper Weapon System, яка була прийнята на озброєння під найменуванням TEI M89-SR
- Південна Корея: у період Холодної війни гвинтівки постачались як допомога з боку США. Наразі використовується резервістами
- Китайська республіка: у період Холодної війни гвинтівки постачались як допомога з боку США; випускається по ліцензії під позначенням Type 57
- Коста-Рика: у 1980-ті роки 976 штук M14 було отримано з Венесуели
- Латвія: у 1997 році 10 тисяч M14 було отримано із США за програмою військової допомоги; була прийнята на озброєння армії
- Литва: у 1999 році 40 тисяч M14 було отримано із США за програмою військової допомоги. На початку 2001 року деяка кількість гвинтівок, які прийняли на озброєння єгерського батальйону імені князя Вітаутаса Великого було модернізовано до рівня M14L1. Перебуває на озброєнні литовської армії
- Естонія: у 1998 році 40,5 тисяч M14 було отримано із США за програмою військової допомоги (для створення мобілізаційного резерву). У майбутньому ці зразки були модернізовані до варіанту Täpsuspüss M14-TP
- Нігер: на озброєнні армії
- Польща: на озброєнні Сил спеціальних операцій Польщі (морський спецназ Formoza)
- Сальвадор: на озброєнні армії
- Україна: в 2022 році, під час російського вторгнення в Україну, певна кількість M14 була передана ЗСУ.[11]

## Галерея

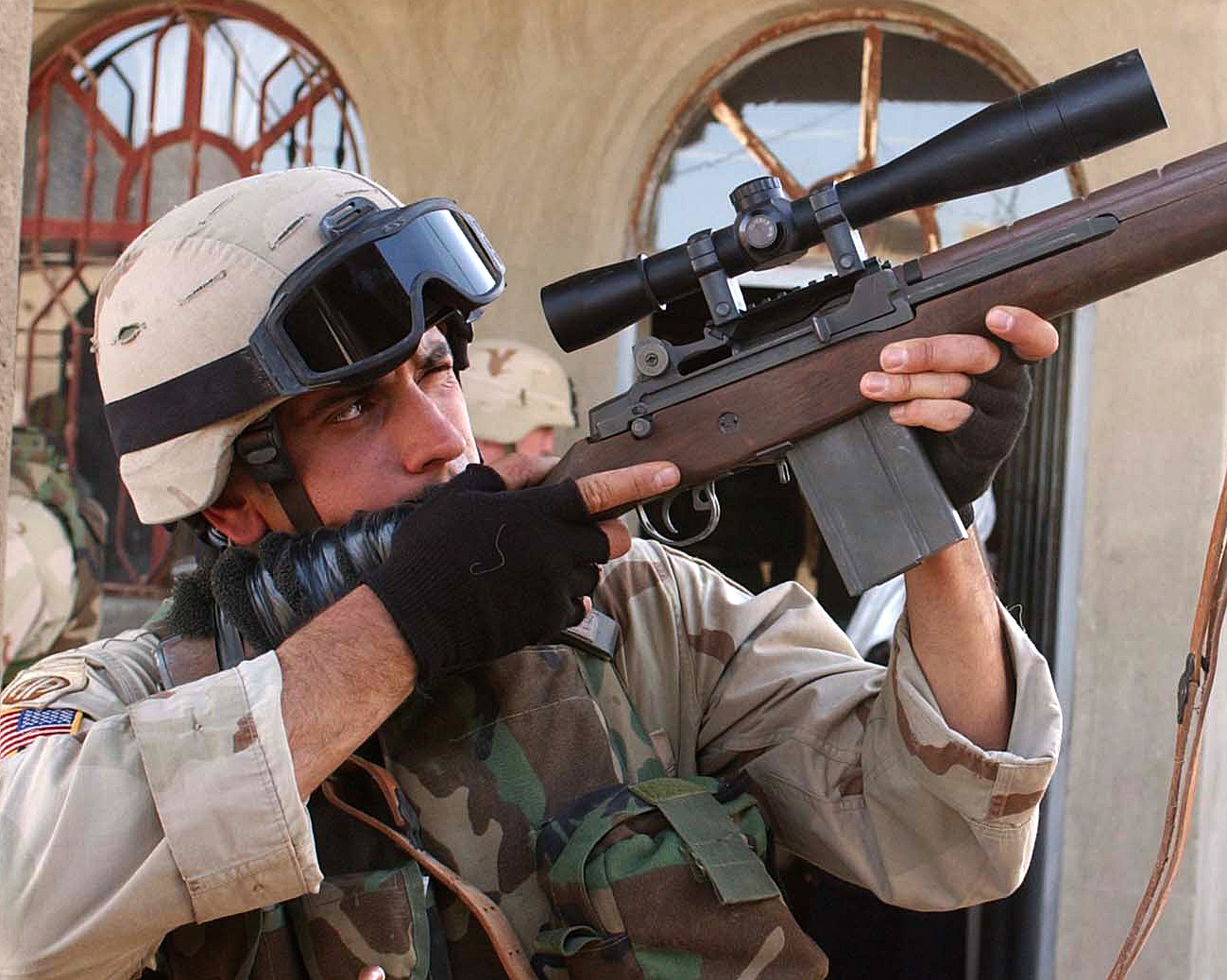
Американський марксман з M14 в Іраку.
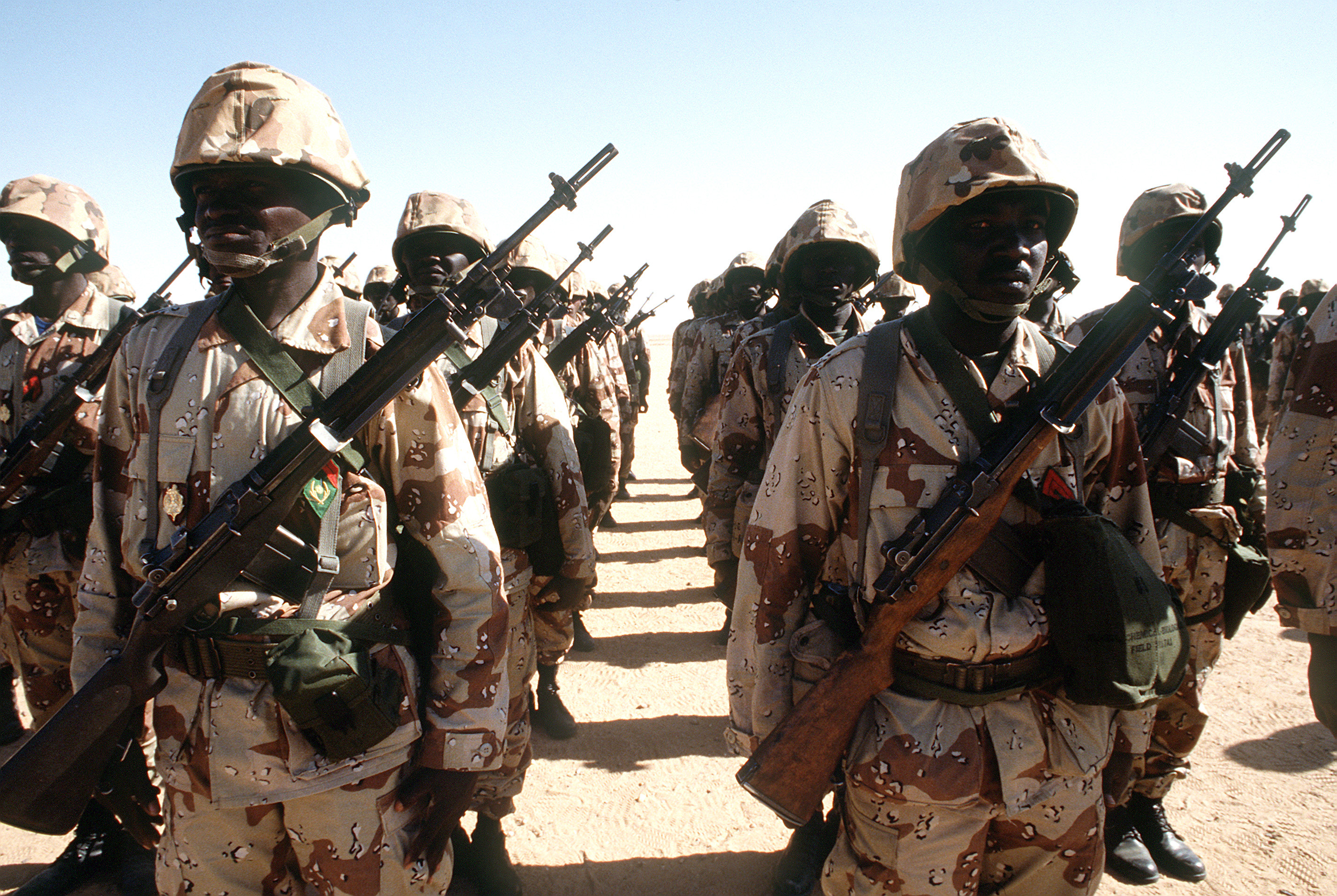
Нігерійські солдати під час операції «Щит пустелі».
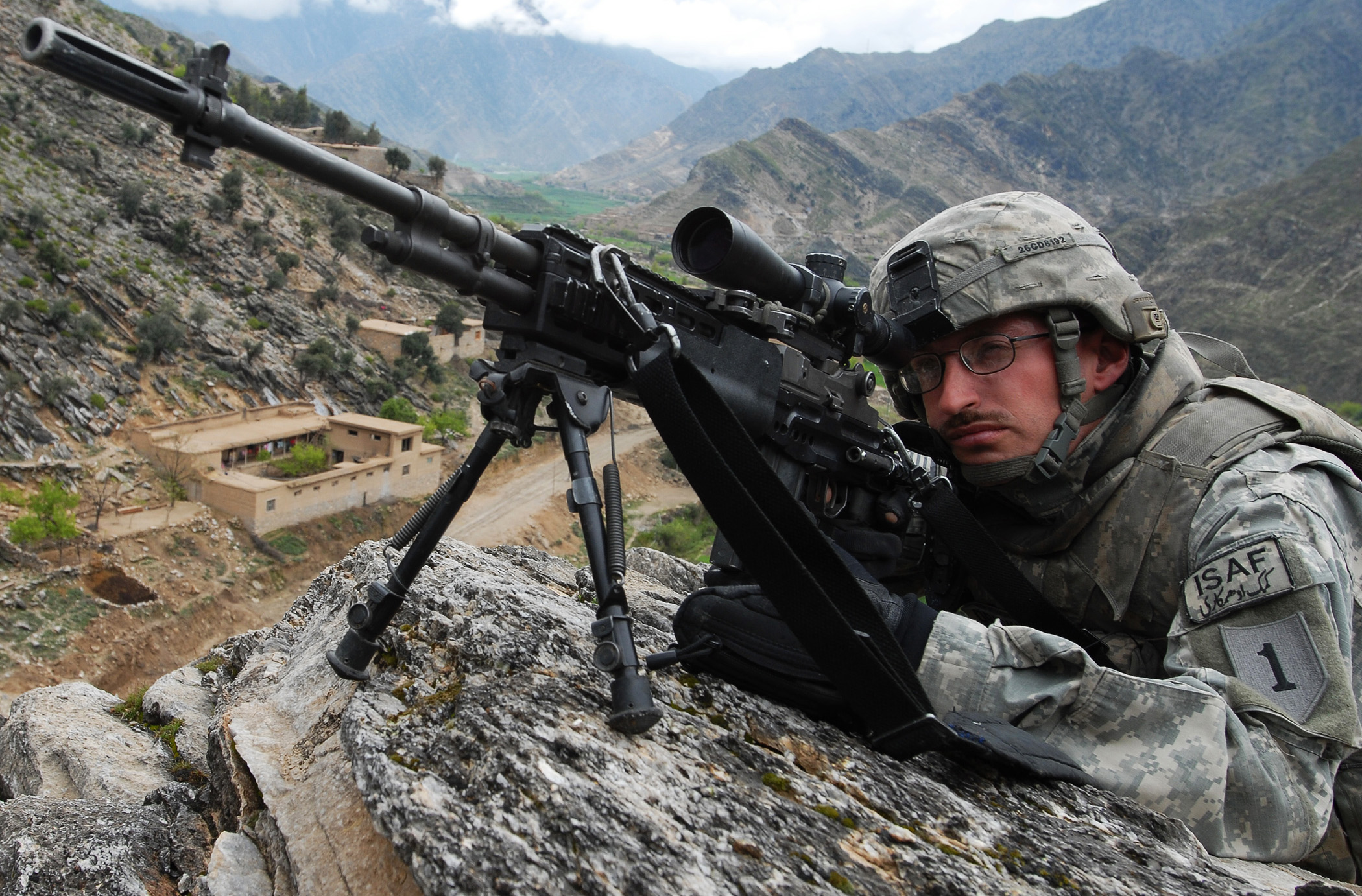
Солдат з Mk 14 EBR в Афганістані.
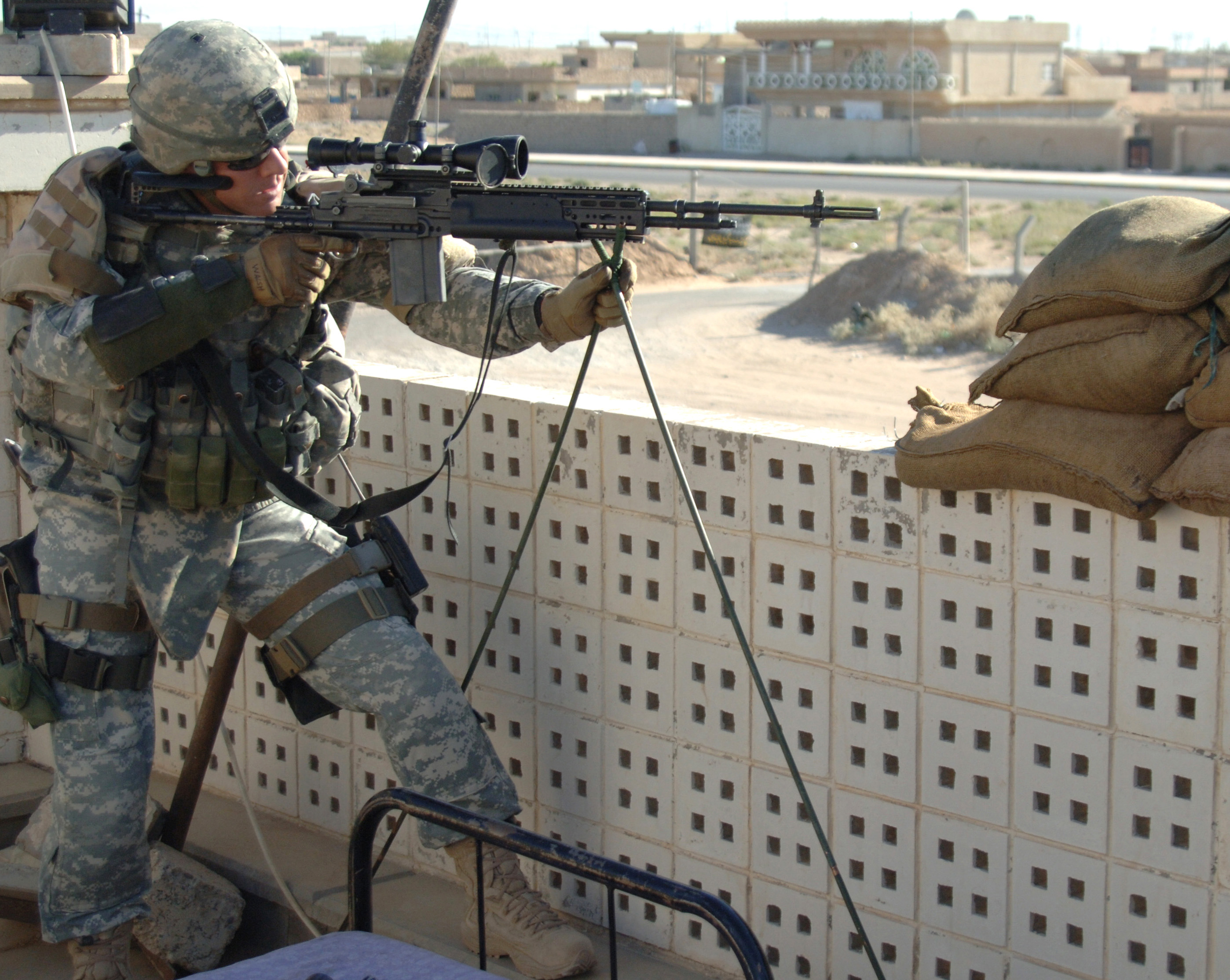
Солдат із Mk 14 EBR-RI в Іраку (2006).